# Kamp Mariënbosch

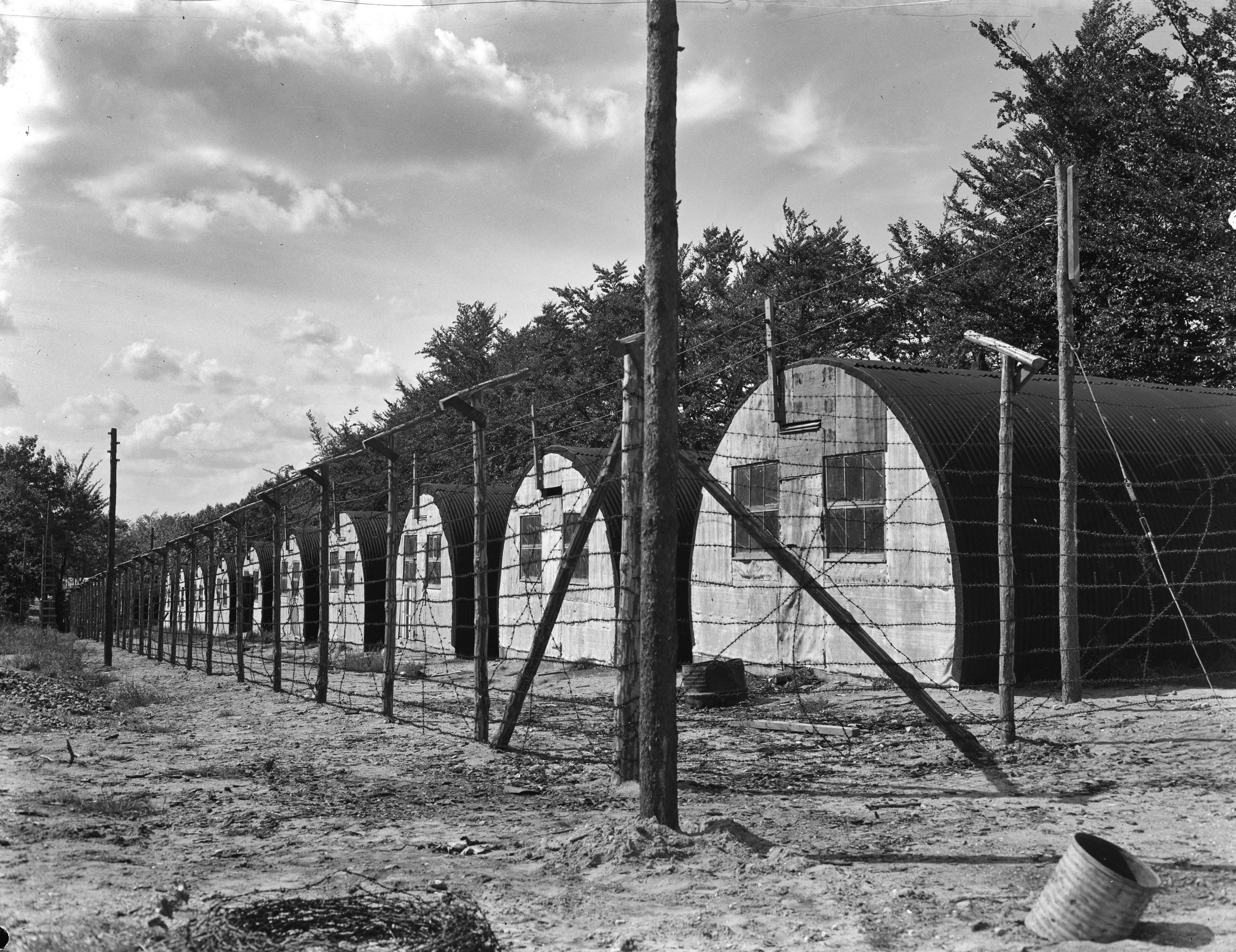
Nissenhutten op het internationaal kamp te Nijmegen, 1946

Kamp Mariënbosch is een voormalig legerkamp aan het einde van de Tweede Wereldoorlog en interneringskamp net na afloop van de Tweede Wereldoorlog in Nijmegen.
Het kamp was gelegen in het Mariënbosch, een bos dat later deels bewerkt werd tot stadspark in de wijk Kwakkenberg tussen de Groesbeekseweg, de Bosweg, de Sophiaweg en het klooster Mariënbosch.

## Geallieerd legerkamp
Het legerkamp werd in gebruik genomen in 1944. Het diende vooral als verzamelplaats voor Britse en Canadese militairen die gerepatrieerd moesten worden. Na aanvang van Operatie Veritable, waarvoor het kamp ook als voorbereiding diende, in februari 1945 raakte het het kamp langzaam in onbruik en werd na afloop van de oorlog verlaten door de geallieerden.
Een klein deel van het terrein werd afgegraven en opende in 1946 speeltuin De Leemkuil.

## Interneringskamp
Daarna kreeg het kamp een bestemming voor Operatie Black Tulip. Deze operatie van de Nederlandse regering direct na de Tweede Wereldoorlog had als doel de in Nederland wonende Duitsers het land uit te zetten. Op 11 september 1946 ging de operatie van start. Het kamp werd ingericht door de Rijksvreemdelingenpolitie. De bedoeling was 17.000- 25.000 Duitsers, waarvan de meesten al lang voor de oorlog in Nederland woonden en een gezin hadden, te verdrijven. In 1947 werd geconstateerd dat Kamp Mariënbosch te klein zou zijn om alle 20.000 personen daar vast te kunnen zetten. In mei van dat jaar waren er 800 mensen gedetineerd, terwijl er praktisch niemand was uitgezet, omdat de Engelse autoriteiten de Duitsers niet in Duitsland wilden toelaten.
Uiteindelijk zouden ca 3.600 mensen uitgezet worden. Ze werden eerst vastgezet in kampen langs de Nederlands-Duitse grens.
Kamp Mariënbosch was het grootste van dit soort kampen. Het kamp was met prikkeldraad omheind en bestond uit 86 nissenhutten, metalen halfcilindrische onderkomens voor de gedetineerden, en enkele houten barakken. Via een noodstation bij de d'Almarasweg aan de spoorlijn Nijmegen - Kleef en de spoorlijn Nijmegen - Venlo werd de uitzetting uitgevoerd over de Hawkins Link.  
Er was in mei 1947 kritiek op het kamp. De Duitsers zouden op onduidelijke gronden zijn gearresteerd, en de omstandigheden in het kamp waren slecht. De kritiek werd tegengesproken door de Rijksvreemdelingenpolitie en het ministerie van Justitie. De commandant van het kamp, J. Schol, was eerder commandant geweest van Kamp Westerbork, onder andere toen het kamp nog het Centraal Vluchtelingenkamp Westerbork heette en bestemd was voor joodse vluchtelingen uit Duitsland en Oostenrijk.  
Aan het einde van 1948 werd het kamp gesloten, nadat de nog overblijvende gevangenen waren vrijgelaten, voor zover ze niet gevaarlijk werden geacht.
Het kamp was nog kort in gebruik voor noodbewoning maar werd snel ontmanteld. In 1952 werden de laatste barakken gesloopt en werd het grootste gedeelte van het gebied weer bos.

## De Tuchtschool en Groede
In Nijmegen werden ook NSB'ers en collaborateurs opgesloten in bewarings- en verblijfskamp De Tuchtschool (1946-1951) en kamp Groede (1946-1951).